# ひみつの花園 (みなづき忍の漫画)
『ひみつの花園』（ひみつのはなぞの）は、みなづき忍による日本の4コマ漫画。

## 概要
私立美園女学院の女子寮「第二花園寮」を舞台とした賑やかな日々を描く4コマ漫画。寮に住む事になった寮母「紅葉」の弟「青葉」と寮に住むお嬢様達の個性的で楽しい姿がコミカルに描かれる。
『まんがライフオリジナル』（竹書房）誌上にて2009年4月号より2012年10月号まで連載された。単行本は全2巻。

## 登場人物
三園青葉
寮の住人では唯一の男の子。本作の主人公という立ち位置。
小学5年生ながら、やや冷めたところのある男の子で、本作でのツッコミ役でもある。
両親が海外出張で日本を離れるため、姉が住み込みで働いているお嬢様学校の寮である『第二花園寮』に住む事になった。
ただし、本来は身内であっても男子禁制。そのため、学校側には女の子ということで登録されている。
作文が苦手。
理事長の孫。
三園紅葉
第二花園寮の寮母。
何かとずぼらな性格でむしろ弟の青葉の方がしっかりしている。
ただ、料理が出来たり、寮母としての仕事はしっかりとこなしている。
私立美園女学院のOGであり、在学中は会長を務めていた。
実は寮母と掛け持ちで小説家もしている。
ミステリから児童文学、ラノベまで幅広く書いている。筆は遅い。
10月生まれ。
理事長の孫。
鳳凰院撫子
非常に落ち着いた風に見えるが、様々な感覚が一般のそれと大きくずれたお嬢様。
恐らく全キャラクターの中でも最もお金持ちであり、その金銭感覚は特に常識の通じないもの。
何かをしようとすればすぐにSPの内藤やメイドが動き、結局本人は何も動かなかった、という結果に終わることも多い。
二階堂杏
高校2年生で明るくさばさばした性格のお嬢様。
テンションが高く、非常に力持ち。当然体育は「5」。
また、口の中が四次元と形容されるほどの一気食いで、大きなおにぎりや5段アイスも一口。
父はおもちゃ会社の「バンバン」の人間で、自宅に人が来る際は特撮ヒーローのスーツを着ている。
姫森菜々花
典型的なお嬢様のようなしゃべり方をし、年上の女性を「～お姉様」と呼ぶお嬢様。
努力家ではあるが、それを表には出さない。
また、頻繁にダイエットなどの美容も行っており、キャラクター中で最も「どう見られているか」を意識している。
ダイエットをしているのは、太りやすい家系ということもある。
父は洋菓子店「パティスリーヒメヤ」のオーナー兼パティシエ。
東宮桜
いつも目が半開きで不思議な雰囲気の漂うお嬢様。
言葉数も少なく、行動も特異なものが多い。
自称「ある程度伸縮自在」。
また、頻繁に電池が切れる。
中川美雪
紅葉の小説の担当であり、高校時代からの友人。
青葉とも高校の時に会っている。
私立美園女学院のOGで、在学中は副会長を務めた。また、成績優秀のため学費が免除されていた。
内藤
決して姿は現さないものの、どこにでもいる撫子のSP。
人前に姿を現すことを極端に避けるものの、実は自己主張が激しい。
その素顔や正体は誰も知らないまま。
撫子同様に金銭感覚が世間とはずれている。
趣味はスキューバダイビング。
草次郎
青葉と共に寮にやってきた猫。自称・青葉の相棒。
田中
青葉のクラスメイトで、眼鏡の男の子。
いわゆるオタクであり、紅葉のラノベのファンでもある。
佐々木
青葉のクラスメイトの男の子。
「お嬢様」というものに幻想を抱いている。
河井桃香
青葉のクラスメイトの女の子。
青葉に対し恋心を抱いている。

## 単行本
- みなづき忍『ひみつの花園』 竹書房〈バンブーコミックス〉、全2巻
  1. 2011年5月11日発行（2011年4月27日発売）、ISBN 978-4-8124-7548-5
  2. 2012年11月10日発行（2012年10月27日発売）、ISBN 978-4-8124-8021-2